# 瀧澤翼
瀧澤 翼（たきざわ つばさ、2003年3月2日 - ）は、日本の俳優、歌手、ダンサー。ダンス＆ボーカルグループ『ENJIN』の元メンバー。吉本興業を経て現在フリー。愛称は、タキツバ。アーティスト活動時の名義は「DEA（デア）」。
愛知県名古屋市出生、千葉県育ち。

## 人物・略歴
- 父の仕事の関係で1歳まで名古屋市で生活する[3]。
- 姉の影響で5歳からダンスを始め、子役俳優時代はジョビィキッズに所属していた。
- 2019年、前所属事務所を退所後、オーディション番組『PRODUCE 101 JAPAN』の101名に選ばれた。当時16歳で、最年少での出演であった。
- 2020年3月に個人でTikTokを開設し、主に特技であるダンス動画を投稿している[5]。
- 2020年5月20日付けで株式会社Showtitleに所属となり[6]、同年6月15日「円神プロジェクト」への参加が決定。
- 2022年9月30日、ミュージカル「SPY×FAMILY」の出演発表後、同年12月7日に行われた制作発表会見では、元々原作のファンで、演じるユーリ・ブライアとは身長が同じ、姉がいる、初日を迎える1週間位前に20歳になることで開幕時はユーリ・ブライアが完成する、と語った[7]。
- 2023年3月、出演したミュージカル『春のめざめ』（2022年7月上演）が「2022年度第4回浅草九劇賞」のタイムライン賞を受賞、また瀧澤も同ホープスター賞を受賞した。ホープスター賞の副賞として、同年4月1日から2024年3月31日まで浅草九劇アンバサダーを務めた[8][9]。
- 2023年8月に開催された「En Dance Studio Dance Camp Plus 2023 Summer」の出演からダンサーとして本格的な活動を始める[10]。
- 楽曲の制作を行っており、完成した楽曲は自身のSNSで公開している。
- 2024年から所属事務所が吉本興業となる。
- ENJIN卒業後、2024年末に吉本興業を退社。フリーとして活動しているが、吉本興業とは業務提携を結んでいた。2025年7月31日、自身のSNSにて吉本興業との業務提携終了を発表。
- 2025年3月10日、個人サイト兼ファンクラブ『Daradara』を開設[11]
- 2025年8月7日、初のシングル「Spirl」のリリースに伴いアーティスト活動時はDEAとして活動することを発表[12]。
- 目標は「歌って踊れる俳優」
- 姉はHIPHOPラッパーのEevee(瀧澤彩夏)。

### ENJINメンバーとして
「円神プロジェクト」への参加決定後、メンバー内の投票によりリーダーに選出され、2023年まで最年少メンバーでありながらリーダーを務めた。ラップとダンスリーダーを担当し、メンバーカラーは水色であった。2020年12月にデジタルシングル『ENJIN』でメジャーデビュー。楽曲の振り付けや、ユニットが主催する舞台の音源作成にも携わっていた。2024年1月1日から活動名義を本名からTSUBASAに変更。2024年11月27日、川崎CLUB CITTA'で行われたワンマンライブ「TSUBASA,TAIGA卒業LIVE〜Shining Your Life〜」を以ってグループを卒業、楽曲は2ndアルバム『Inception』まで参加となった。今後は俳優とアーティストの両立を目標に活動するとしている。

### ENJIN卒業後
俳優としての活動は卒業前と変わらず、数本のドラマや舞台に出演。音楽活動は東京都内で開催される対バンイベント「SWISH」に三ヶ月連続で出演するなど、「俳優とアーティストの両立」を叶うべく、有言実行している。

### DEAとして
2025年8月13日に自身のSNSにて初のシングル「Spirl」をリリースすることを発表。それに伴い、アーティスト時はDEAとして活動する。アーティスト名義のInstagramとYouTubeチャンネルを8月10日に開設。俳優活動時は本名で活動する。

## 出演

### テレビドラマ
- スープカレー 音尾編（2012年、HBC） - 山下真一 役[15]
- ビューティフルレイン（2012年、フジテレビ）[15]
- 白虎隊〜敗れざる者たち（2013年、テレビ東京） - 永瀬雄次（幼少期） 役[15]
- 小暮写眞館（2013年、NHK BSプレミアム） - 花菱英一（幼少期） 役[15]
- 先に生まれただけの僕（2017年、日本テレビ） - 城戸信吾 役[15]
- あのコの夢を見たんです。第6話（2020年11月6日、テレビ東京）- 佐山翔平 役[16]
- ただいま！小山内三兄弟 第5話（2020年11月18日、日本テレビ）[17]
- 江戸モアゼル～令和で恋、いたしんす。～ 第9話（2021年3月4日、読売テレビ）
- #コールドゲーム（2021年6月5日 - 7月24日、東海テレビ） - 高野耕一 役[18]
- プロミス・シンデレラ（2021年7月13日 - 9月14日、TBS） - 野田健介 役[19][20]
- こころのフフフ 第3話（2021年8月15日、WOWOW）[21]
- 絶対BLになる世界VS絶対BLになりたくない男　シーズン2（2022年3月、テレ朝チャンネル）- 湯川 役[22][23]
- カナカナ（2022年5月16日 - 6月30日、NHK総合）- 岩井陽斗 役[24]
- 異世界居酒屋「のぶ」Season 2 〜魔女と大司教編〜（2022年5月27日 - 7月29日、WOWOWプライム） - カミル 役[25]
  - 異世界居酒屋「のぶ」Season 3 〜皇帝とオイリアの王女編〜（2023年1月13日 - 、WOWOWプライム）[26]
- うちの会社の小さい先輩の話（2025年1月15日 - 、BS松竹東急）- 篠崎拓馬 役[27]

### テレビ番組
- Let's天才てれびくん（2014年4月 - 2017年3月、NHK Eテレ） - てれび戦士[28]

- ワシんとこ・ポスト（2022年3月24日・4月15日・5月27日・8月2日・9月20日・10月11日、BSよしもと）
- 猫のひたいほどワイド（2024年4月8日 - 2025年3月24日、テレビ神奈川） - 猫の手も借り隊・月曜ブルー[29]

### 映画
- 劇場版 仮面ライダーウィザード in Magic Land（2013年） - シイナ 役[30]
- 「また、必ず会おう」と誰もが言った。（2013年） - 柳下亮平 役[15]
- 極主夫道（2022年）
- マイスモールランド（2022年）

### CM
- マクドナルド ハッピーセットidog[15]
- ビバリー マスター将棋「将棋マスターしたい」編[15]
- アサヒ飲料 「三ツ矢サイダー」三ツ矢 and サザン 2018まっすぐな青春編（2018年）

### 舞台
- 芦田愛菜 ファーストコンサート〜ウィンターワンダーランド〜（2012年）[15]
- 農業系Rockミュージカル「いただきます!」〜歌舞伎町伝説〜（2014年） - 戸倉勇 役 ※ダブルキャスト[15][31]。
- 円神 Debut Stage「nonagon(ノナゴン）～始まりの音～」(2020年12月 東京、大阪) - DW 役[32]
- 円神プロデュース公演Vol.1 幕末バトルサークル（2021年5月 東京、大阪）- 主演・御子紫充 役[33]
- 円神 × Boom Trigger 朗読劇「メリーモサモサ スットンサ」（2021年12月28日、Shibuya eggman）[34]
- ミュージカル「春のめざめ」（2022年7月15日 - 31日、浅草九劇）- モーリッツ 役※ダブルキャスト[35]。
- 勤人落語IV（2022年10月5日 - 7日、東京カルチャーカルチャー）[36]
- 円神Second Stage「nonagon〜2つの歌〜」(2022年12月1日 - 4日、CBGKシブゲキ!!) - G 役、フェイウェンリー国家主席代理 役[37]
- 九劇ミュージカル・コンサート Vol.1（2022年12月20日 - 21日、浅草九劇）[38]
- ミュージカル「SPY×FAMILY」（2023年3月、帝国劇場・2023年4月、兵庫県立芸術文化センターKOBELCO大ホール・2023年5月、博多座）- ユーリ・ブライア 役※ダブルキャスト[39]
  - ミュージカル「SPY×FAMILY」2025年公演（2025年9月20日 - 28日〈予定〉、ウェスタ川越 / 10月7日 - 28日〈予定〉、日生劇場 / 11月5日 - 10日〈予定〉、梅田芸術劇場 メインホール / 11月17日 - 30日〈予定〉、博多座 / 12月12日 - 14日〈予定〉、やまぎん県民ホール / 12月20日・21日〈予定〉、静岡市清水文化会館 / 12月26日 - 30日〈予定〉、御園座）[40][41]
- 九劇ミュージカル・コンサート サマーエディション（2022年7月1日 - 2日、浅草九劇）[42]
- リーディングアクト「メモランダム No.136」（2023年12月16日・20日・23日、紀伊國屋ホール） - ジャン＝ジャック 役[43][44]
- ミュージカル「ナビレラ」（2024年5月18日 - 6月8日、シアタークリエ） - チェロクの元サッカー仲間 役[45][46]
- DisGOONie Presents Vol.14 reading mindfulness「chill moratorium」チルモラトリアム（2024年9月14日 - 23日、シアターH・2024年9月27日 - 29日、COOL JAPAN PARK OSAKA TTホール）※シアターH公演のみ出演[47]
- SHOW MUSICAL「ドリームハイ」（2025年4月11日 - 27日、シアターH）-  高校生サムドン/ジュンソ 役[48]
- 朗読劇「クローバーに愛をこめて」（2025年7月4日 - 6日、浅草九劇）[49]

### イベント
- チコちゃんに叱られる！on STAGE（2022年3月27日、サンケイホールブリーゼ）[50]※ゲスト出演
- ニコメンドッジボールカップ2024（2024年7月6日、アリーナ立川立飛）※猫のひたいほどワイド選抜メンバーとして出場[51]

### その他
- PRODUCE 101 JAPAN（2019年） - ポジションはダンス希望ながら、ポジションバトルではボーカルに挑戦し、その低い歌声に人気を集めた。最終順位37位。
- En Dance Studio Dance Camp Plus 2023 Summer（2023年8月19日）[52]

## 作品

### デジタルシングル
| リリース日    | タイトル | MV | 備考 |
| ------------- | -------- | -- | ---- |
| 2025年8月13日 | Spirl    |    |      |

### 作詞
- Candy Poppinʼ （2024年、ラップパートのみ）- ENJIN（配信シングル、2ndアルバム『Inception』に収録）[53]

### 振付

#### 楽曲
- Shining Your Life - ENJIN（2022年、3rdシングル『Far away』に収録、Moneyとの共作）[54]
- Overheeeeeeeeeat - ENJIN（2022年、1stアルバム『O』に収録、山田恭との共作）[55]
- Anniversary - ENJIN（2023年、4thシングル『MERRY GO ROUND』に収録、山田恭との共作）[55]
- Spellbound - ENJIN（2023年、5thシングル『Dreamland』に収録）[56]
- Danger - ENJIN（2024年、2ndアルバム『Inception』に収録）

#### その他
- カナカナダンス - 2022年に出演したNHK夜ドラ『カナカナ』のテーマソング（ PEOPLE 1「YOUNG TOWN」）の振付を共演者に提供した[24][57]。NHKドラマ公式SNSでのみ視聴可能。

### 瀧澤翼名義
- 瀧澤翼 OFFICIAL FANCLUB『Daradara』
- 瀧澤翼(@tsubasa_takizawa) - Instagram
- 瀧澤翼(@takitsuba_land) - X
- 瀧澤翼(@taki_tsuba19) - TikTok

### DEA名義
- DEA（瀧澤翼）（＠iamd_e_a）- Instagram
- DEA-瀧澤翼 - YouTube

- 瀧澤 翼 - ジョビィキッズ所属時の公式プロフィール（2015年時点のアーカイブ）
- PRODUCE 101 JAPAN　瀧澤 翼プロフィール（2019年9月16日時点のアーカイブ）
- TSUBASA - ENJIN所属時の公式プロフィール（2024年9月19日時点のアーカイブ）